# Speed Pop
Soeed Pop – drugi album japońskiego zespołu Glay wydany 3 marca 1995 roku przez Platinum Records / PolyGram.

## Lista utworów
1. "Speed Pop (Introduction)" - 1:20
2. "Happy Swing" - 5:12
3. "Kanojo no "Modern..." (jap. 彼女の "Modern…")" - 4:29
4. "Zutto Futari de... (jap. ずっと2人で…)" - 7:06
5. "Love Slave" - 4:17
6. "Regret" - 4:53
7. "Innocence" - 6:16
8. "Freeze My Love" - 5:33
9. "Manatsu no Tobira (jap. 真夏の扉)" - 5:07
10. "Life -Touii Kara no Shita de- (jap. Life ～遠い空の下で～)" - 6:53
11. "Junk Art" - 4:34
12. "Rain" - 6:45